# 793
Cette page concerne l'année 793  du calendrier julien. Pour l'année 793 av. J.-C., voir 793 av. J.-C. Pour le nombre 793, voir 793 (nombre).
L'année 793 est une année commune qui commence un mardi.

## Événements
- 7 avril : Charlemagne passe les fêtes de Pâques à Ratisbonne[1]. Il prépare la guerre contre les Avars. Il fait construire un pont de bateaux démontables sur le Danube et commence la construction d’un canal pour relier les bassins du Rhin et du Danube (la Fosse caroline). Le projet, commencé à l’automne 793, n’aboutit pas[2].
- Mai : le basileus Constantin VI conduit une expédition en Asie Mineure contre les Arméniaques révoltés, qui sont vaincus par trahison et cruellement châtiés[3].
- 7 juin[4] : pillage de l'abbaye de Lindisfarne en Northumbrie par les Vikings, considéré comme le point de départ de l'Âge des Vikings[5].
- 6 juillet : l'armée que Charlemagne lève en Frise contre les Avars est détruite à Rüstringen sur le  Bas-Weser par les Saxons révoltés. Le comte Théodoric est tué. Insurrection dans les régions septentrionales de la Saxe. Les Saxons brûlent les églises et massacrent les ecclésiastiques[2].
- Été : incursion des musulmans d'Espagne contre Gérone, la Cerdagne et la Septimanie. La garnison franque de Gérone est décimée. Les faubourgs de Narbonne sont pillés. Le comte de Toulouse Guillaume de Gellone « au courb nez » intervient mais est battu à la bataille de l'Orbiel. Les musulmans rentrent en Espagne, chargés de butin et d’esclaves chrétiens[6].

- Instruction de Charlemagne adressée aux missi dominici pour organiser le serment général de fidélité au roi, à la suite de la conjuration de Pépin le Bossu[7].
- La fabrication et la vente de thés sont soumis à l'impôt en Chine[8].

## Décès en 793
- 6 juillet : Théodoric, père de Guillaume de Toulouse, au combat en Saxe.